# Rue du Mouton Blanc
La rue du Mouton Blanc est une rue piétonne du centre de Liège reliant la rue du Pot d'Or à la rue Pont d'Avroy.

## Odonymie
Le nom de la rue trouve son origine dans le nom d'une enseigne en pierre sculptée appelée Le Mouton blan [sic] se trouvant à l'origine à un coin de la rue. Préservée, elle fait aujourd'hui partie des collections du musée de la vie wallonne.

## Description
Cette ancienne rue plate et pavée fait partie du Carré. Elle a fait l'objet d'un agrandissement en 1865 et compte des façades de style néo-classique. Dans les années 1980, elle est aménagée en zone piétonne et remplit la fonction principale de rue commerçante.

## Architecture
Le cinéma Le Churchill se situe au no 20.

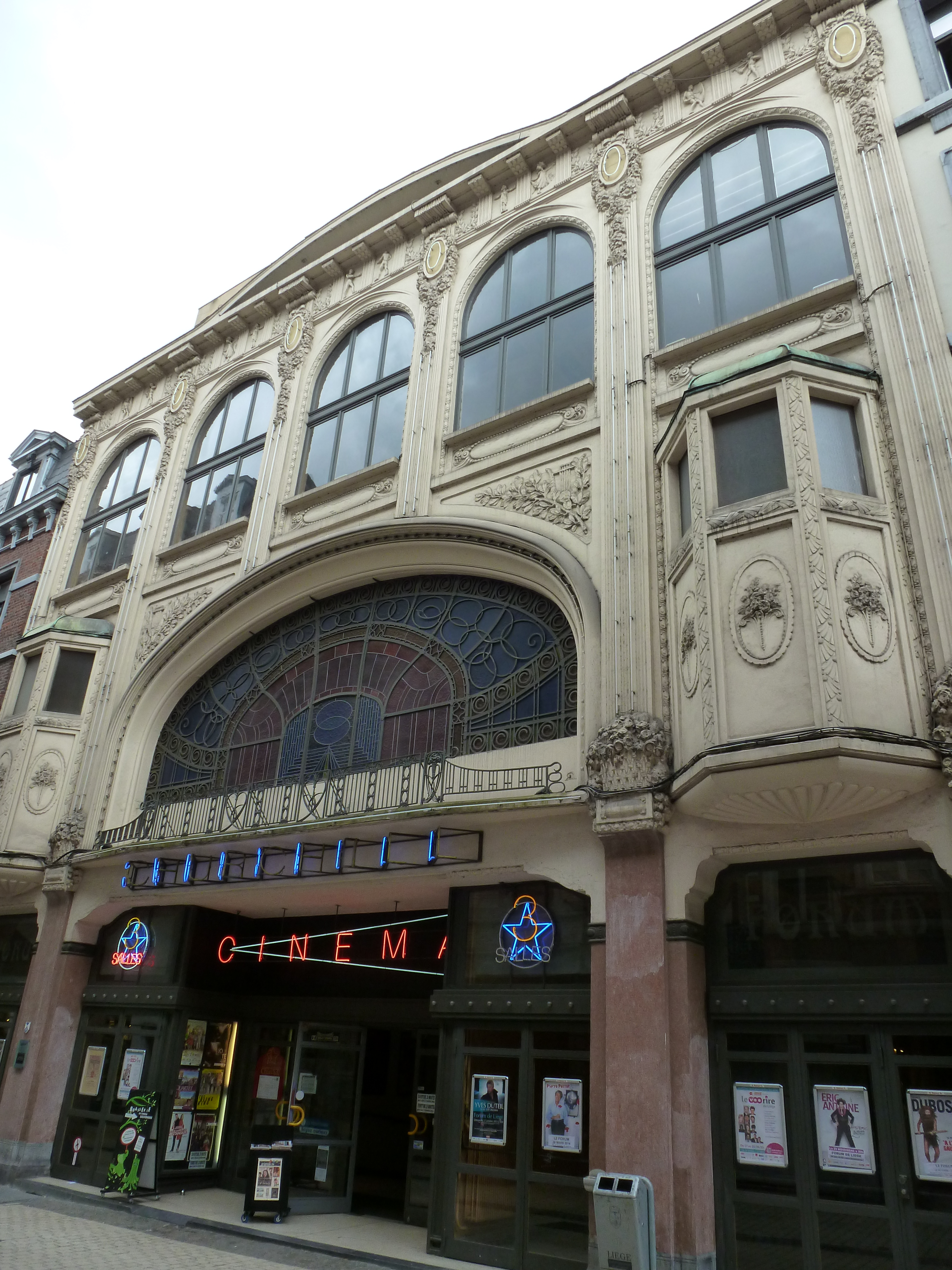
Le cinéma Le Churchill.
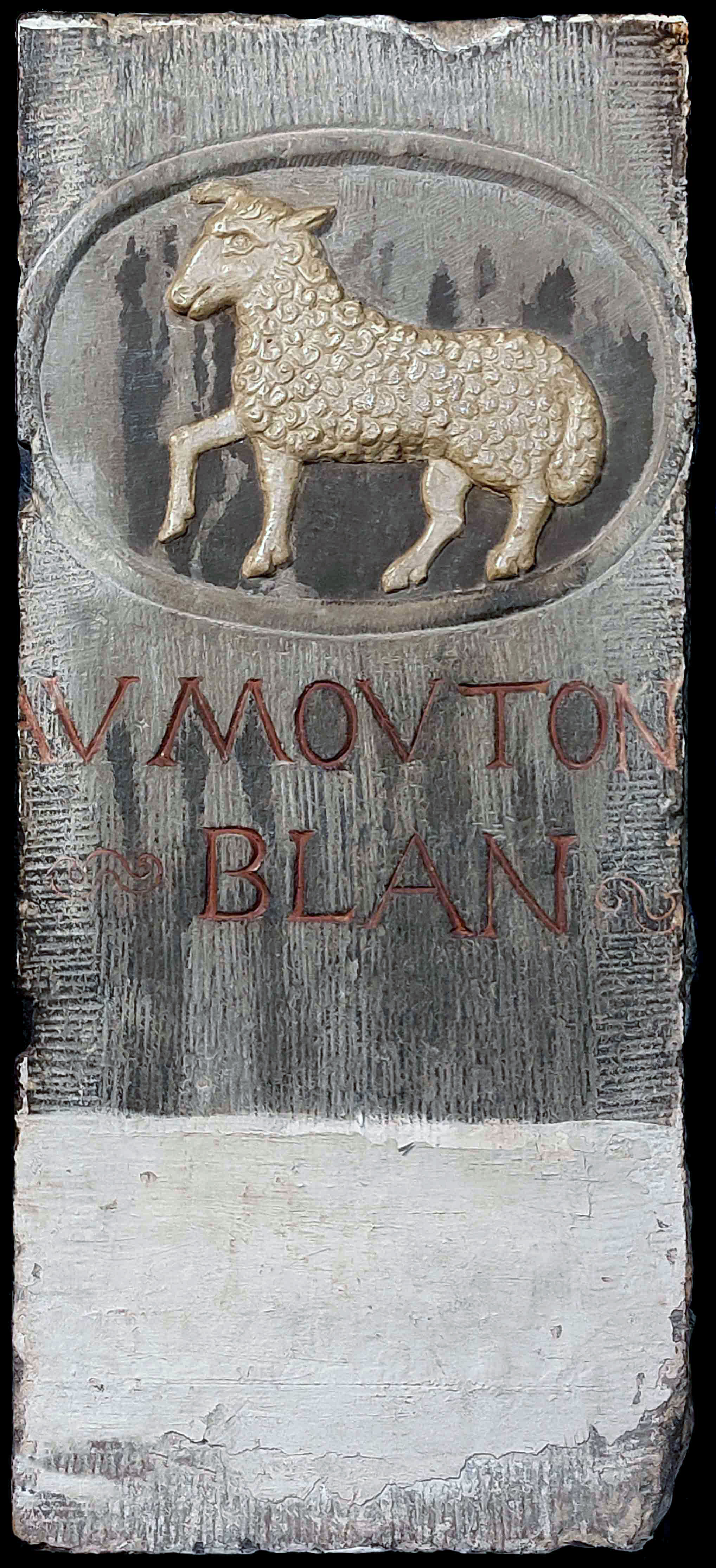
L'enseigne ayant donné son nom à la rue.

## Voies adjacentes
- Rue du Pot d'Or
- Rue Saint-Adalbert
- Rue Pont d'Avroy